# Stenus simplex
Stenus simplex är en skalbaggsart som beskrevs av Thomas Casey. Stenus simplex ingår i släktet Stenus och familjen kortvingar. Inga underarter finns listade i Catalogue of Life.